# جافا (نيويورك)
جافا (بالإنجليزية: Java, New York)‏ هي بلدة أمريكية تقع في الولايات المتحدة في مقاطعة وايومينغ، نيويورك. يقدر عدد سكانها بـ 2,057 نسمة ومساحتها 122.5 كم2 وترتفع عن سطح البحر 464 متر.

## أعلام
- جاسبر د. وارد